# Garcihernández
Garcihernández – gmina w Hiszpanii, w prowincji Salamanka, w Kastylii i León, o powierzchni 47,59 km². W 2011 roku gmina liczyła 516 mieszkańców.